# Kenyazomus pekkai
 (octobre 2018).
Genre
Espèce
Kenyazomus pekkai, unique représentant du genre Kenyazomus, est une espèce de schizomides de la famille des Hubbardiidae.

## Distribution
Cette espèce est endémique du Kenya. Elle se rencontre vers Runyenyere.

## Description
Le mâle holotype mesure 3,60 mm et la femelle paratype 3,20 mm.

## Étymologie
Cette espèce est nommée en l'honneur de Pekka T. Lehtinen.

## Publication originale
- Armas, 2014 : Two new genera of African whip scorpions (Schizomida: Hubbardiidae). Arthropoda Selecta, vol. 23, no 2, p. 97–105 (texte intégral).